# Makmur Sentosa
Makmur Sentosa is een bestuurslaag in het regentschap Bener Meriah van de provincie Atjeh, Indonesië. Makmur Sentosa telt 724 inwoners (volkstelling 2010).